# 罗扎伊 (匈牙利)
罗扎伊，是匈牙利索博尔奇-索特马尔-贝拉格州所辖的一个村。总面积14.87平方公里，总人口753，人口密度50.6人/平方公里（2011年1月1日）。